# Darryl Talley
Darryl Victor Talley (Cleveland, 10 luglio 1960) è un ex giocatore di football americano statunitense che ha militato nel ruolo di outside linebacker nella National Football League (NFL).

## Carriera
Talley giocò nella National Football League per 14 stagioni, disputando quattro Super Bowl. Nei suoi 12 anni con i Buffalo Bills non saltò una sola partita. Jim Kelly, quarterback Hall of Famer dei Bills, considera Talley il suo compagno di squadra più sottovalutato e ritiene che dovrebbe essere introdotto nella Pro Football Hall of Fame.
Talley fu scelto nel corso del secondo giro del Draft NFL 1983 dai Bills ed è il leader di tutti i tempi della franchigia con 1.137 tackle, oltre ad avere messo a segno 38,5 sack, 12 intercetti ritornati per 189 yard e 3 touchdown e 14 fumble recuperati, ritornati per 76 yard. Ebbe una media di 120 tackle, 3,5 sack e 6,2 palloni rubati agli avversari a stagione e le sue 188 partite disputate sono il quinto massimo della storia della squadra.
Durante il suo periodo con i Bills, Talley ebbe diversi soprannomi, come "The Duke of Awesome", "Spider-Man" e "The Hammer". La sezione dei suoi tifosi al Rich Stadium era nota come "Talley-Whackers". Il 4 novembre 1990, giocando contro i Cleveland Browns della sua città natale, Talley ritornò un intercetto nel primo touchdown in carriera. A fine stagione fu premiato con l'Ed Block Courage Award. Chiuse la carriera con gli Atlanta Falcons nel 1995 e i Minnesota Vikings nel 1996. Nel 2003 divenne il ventesimo membro del Wall of Fame di Buffalo al Ralph Wilson Stadium.

## Palmarès

### Franchigia
- American Football Conference Championship: 4

Buffalo Bills: 1990, 1991, 1992, 1993

### Individuale
- Convocazioni al Pro Bowl: 2

1990, 1991
- First-team All-Pro: 2

1990, 1993
- Buffalo Bills Wall of Fame
- College Football Hall of Fame
- Numero 90 ritirato dai West Virginia Mountaineers